# Edward Frederic Benson
Edward Frederic Benson, noto anche con lo pseudonimo di E. F. Benson (Crowthorne, 24 luglio 1867 – Londra, 29 febbraio 1940), è stato uno scrittore inglese.

## Biografia
Edward Frederic era il quinto dei sei figli dell'arcivescovo di Canterbury, Edward White Benson e di Mary Sidgwick (sorella del filosofo Henry Sidgwick). Anche due suoi fratelli furono scrittori, Arthur Christopher Benson (1862-1925), e Robert Hugh Benson (1871-1914, amico e forse amante di Frederick Rolfe).
Diede alle stampe moltissimi volumi, ma la sua fama rimane legata agli scritti fantastici, in parte ristampati dalla Hogarth Press. Soffrì di malinconia e di nevrastenia, che gli impedirono di occuparsi di archeologia, una passione che aveva scoperto in gioventù durante un viaggio in Grecia. Da giovane fu anche un eccellente atleta e praticò il pattinaggio di figura. Probabilmente omosessuale, non si sposò mai.
Nel 1918 si rifugiò a Rye (East Sussex), dove continuò a scrivere fino all'ultimo (in una casa che fu abitata in precedenza, dal 1898 al 1916, da Henry James). Il villaggio è riconoscibile dietro quello fittizio di Tilling, nella serie di Mapp and Lucia. Dal 1934 ne fu anche sindaco.
Morì nell'University College Hospital di Londra per un tumore alla gola.

## Opere

### La serieMapp and Lucia
Nota anche come Make Way for Lucia (ed. 1977), la serie con protagoniste Emmeline "Lucia" Lucas ed Elizabeth Mapp, comprende:
- Queen Lucia (1920)
- Miss Mapp (1922)
- Lucia in London (1927)
- Mapp and Lucia (1931)
- Lucia's Progress (1935, stampato anche come The Worshipful Lucia)
- Trouble for Lucia (1939)

### Altri romanzi
- Dodo: A Detail of the Day (1893)
- The Rubicon (1894)
- The Judgement Books (1895)
- Limitations (1896)
- The Babe, B.A. (1897)
- The Money Market (1898)
- The Vintage (1898)
- The Capsina (1899)
- Mammon and Co. (1899)
- The Princess Sophia (1900)
- The Luck of the Vails (1901)
- Scarlet and Hyssop (1902)
- An Act in a Backwater (1903)
- The Book of Months (1903)
- The Relentless City (1903)
- The Valkyries (1903)
- The Challoners (1904)
- The Angel of Pain (1905)
- The Image in the Sand (1905)
- The House of Defence (1906)
- Paul (1906)
- Sheaves (1907)
- The Blotting Book (1908)
- The Climber (1908)
- A Reaping (1909)
- Daisy's Aunt (1910)
- The Osbornes (1910)
- Account Rendered (1911)
- Juggernaut (1911)
- Mrs. Ames (1912)
- Dodo's Daughter (1913)
- Thorley Wier (1913)
- The Weaker Vessel (1913)
- Arundel (1914)
- Dodo the Second (1914)
- The Oakleyites (1915)
- Mike (1916, pubblicato anche come Michael)
- David Blaize (1916)
- The Freaks of Mayfair (1916)
- An Autumn Sowing (1917)
- Mr. Teddy (1917)
- David Blaize and the Blue Door (1918)
- Up and Down (1918)
- Across the Stream (1919)
- Robin Linnet (1919)
- Dodo Wonders (1921)
- Lovers and Friends (1921)
- Peter (1922)
- Colin: A Novel (1923)
- David of King's (1924)
- Alan (1924)
- Colin II (1925)
- Rex (1925)
- A Tale of an Empty House (1925)
- Mezzanine (1926)
- Pharisees and Publicans (1926)
- Paying Guests (1929)
- The Inheritor (1930)
- Secret Lives (1932)
- Travail of Gold (1933)
- Raven's Brood (1934)

### Racconti
- The Bus-Conductor, pubblicato su "The Pall Mall Magazine" nel 1906
- The Room in the Tower, and Other Stories (1912)
- Caterpillars (1912)
- The Countess of Lowndes Square, and Other Stories (1920)
- Visible and Invisible (1923)
- "And the Dead Spake—", and The Horror Horn (1923)
- Expiation, and Naboth's Vineyard (1924)
- Spook Stories (1928)
- The Male Impersonator (1929, ristampato anche come appendice alla serie Mapp and Lucia)
- More Spook Stories (1934)
- The Collected Ghost Stories of E. F. Benson (Carroll & Graf, 1992)
- The Collected Spook Stories (Ash-Tree Press; 1998-2005: vol. I: The Terror by Night, 1998; vol. II: The Passenger, 1999; vol. III: Mrs Amworth, 2001; vol. IV: The Face, 2003; vol. V: Sea Mist, 2005)
- Expiation (1924)

### Libri non di finzione
- Sketches from Marlborough (1888)
- Bensoniana (1912)
- Crescent and Iron Cross (1918)
- Sir Francis Drake (1927)
- Life of Alcibiades (1928)
- Ferdinand Magellan (1929)
- King Edward VII (1933)
- Charlotte Brontë (1930)
- The Kaiser and English Relations (1935)
- Queen Victoria (1935)
- Daughters of Queen Victoria (1935)

### Autobiografia
- Our Family Affairs (1920)
- As We Were (1930)
- Final Edition (1940)